# Die Abwicklung: Eine innere Geschichte des neuen Amerika

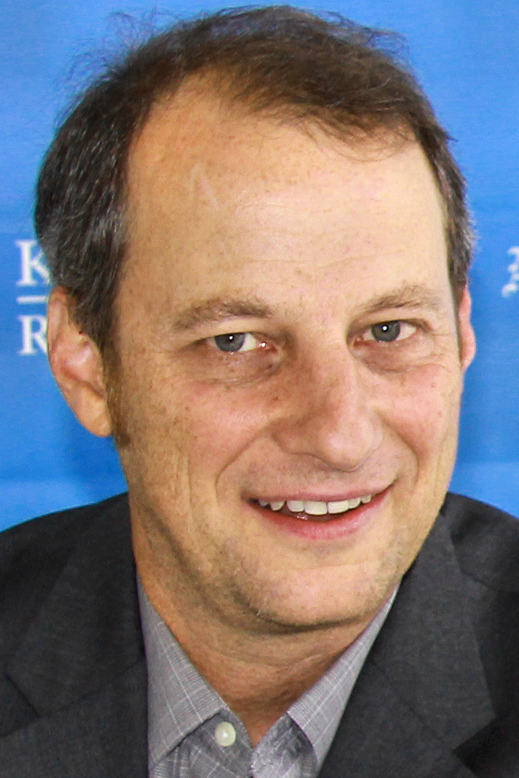
George Packer, 2013

Die Abwicklung: Eine innere Geschichte des neuen Amerika ist ein 2013 unter dem Originaltitel The Unwinding: An Inner History of the New America erstveröffentlichtes Sachbuch des US-amerikanischen Journalisten und Schriftstellers George Packer. Auf Deutsch erschien es 2014 erstmals. Anhand der Biografien verschiedener US-Amerikaner thematisiert Packer wesentliche Faktoren, die die US-amerikanische Geschichte zwischen 1978 und 2012 beeinflussten. Zu den betrachteten Einflussfaktoren gehören die Finanzkrise ab 2007, der Rückgang der US-amerikanischen Industriebasis und der Einfluss von Geld auf die US-Politik.
The Unwinding geht ausführlich auf die Biografien von drei Personen ein. Dazu gehören eine Industriearbeiterin aus Youngstown, Ohio, die zur Sozialarbeiterin wird; ein Biodiesel-Unternehmer aus North Carolina und ein Lobbyist in Washington, D.C. Eingestreut in diese Schilderungen sind elf kürzere Biografien über bekannte Amerikaner, darunter der Rapper Jay-Z, der Republikaner Newt Gingrich, die Restaurantbesitzerin Alice Waters und der Unternehmer Peter Thiel, der wesentlich am Erfolg von PayPal und Facebook beteiligt war.
In einem Interview mit Public Broadcasting Service erläuterte Packer als das zugrundeliegende Thema des Buches das Ende von einem „Vertrag, der besagte, dass, wenn Du hart arbeitest, wenn du ein guter Bürger bist, es einen Platz für Dich geben wird, nicht nur in wirtschaftlicher Hinsicht wirst du ein sicheres Leben haben, werden deine Kinder die Chance auf ein besseres Leben haben, sondern du wirst sozusagen als ein Bestandteil des nationalen Gefüges wahrgenommen werden.“ Packer schildert in dem Sachbuch den Niedergang amerikanischer Institutionen, die aus seiner Sicht wesentlich für die Erfüllung dieses Vertrages waren: kleine Unternehmen in lokalem Besitz, Gewerkschaften und öffentliche Schulen. Seiner Sicht nach sei die Lücke, die der Niedergang dieser Institutionen gerissen habe, nur von Geld gefüllt worden.

## Form und Stil
Die Form und der Schreibstil des Buches wurden durch John Dos Passos’ U.S.A.-Trilogie beeinflusst, eine Serie von drei Romanen, die in den 1930er Jahren veröffentlicht wurden. Wie in der U.S.A-Trilogie wechseln in The Unwinding längere Erzählungen über die wichtigsten Figuren mit kurzen biografischen Skizzen über einflussreiche Persönlichkeiten aus dieser Zeit sowie Sammlungen von Schlagzeilen und Liedtexten.

## Inhalt

### Jeff Connaughton
Jeff Connaughton unterstützte über ein Jahrzehnt Senator Joe Biden in dessen diversen Wahlkämpfen. Connaughton lernte Biden 1979 kennen, als er Student an der University of Alabama war und den Senator einlud, zu einer Gruppe von Studenten zu sprechen. Connaughton war von Biden so nachhaltig beeindruckt, dass er sich das Versprechen gab, ihn in seinem Wahlkampf zu unterstützen, sollte sich der Senator jemals für das Amt des Präsidenten der Vereinigten Staaten bewerben.
Nachdem Connaughton einen Masterabschluss erworben und einige Jahre im Finanzbereich gearbeitet hatte, schloss er sich 1988 Bidens Wahlkampfteam an. Als Biden aufgab, fand Connaughton eine Stelle im Mitarbeiterstab im Rechtsausschuss des Senats. Er arbeitete später für Abner J. Mikva, den Rechtsberater im Weißen Haus während der skandalträchtigen Präsidentschaftszeit von Bill Clinton. Obwohl Connaughton im Washington in dem Ruf stand, ein Biden-Junge zu sein, war er persönlich zutiefst enttäuscht über ein Verhalten, das aus seiner Sicht Bidens Undankbarkeit demonstrierte. Biden weigerte sich beispielsweise, sich für Connaughton einzusetzen, als dieser sich bei Mikva bewarb. Als Connaughton aus dem Stab des Weißen Hauses ausschied, nutzte er jedoch seine Verbindungen zu Biden, um als Lobbyist Karriere zu machen. Er arbeitete für das Unternehmen Quinn Gillespie & Associates, das in den USA unter anderem Klienten wie Laurent Gbagbo, den Präsidenten der Elfenbeinküste, vertrat.
Nachdem Biden zum Vizepräsidenten ernannt worden war und Ted Kaufman Bidens Senatssitz eingenommen hatte, begann Connaughton für Kaufman zu arbeiten. Gemeinsam mit Kaufman arbeitete er an einer Reform des Finanzwesens, um Exzesse zu vermeiden, wie sie zur Finanzkrise ab 2007 führten. Sie wollten die Möglichkeiten verbessern, finanziellen Betrug strafrechtlich zu verfolgen sowie die Größe von Banken begrenzen. Ihre Reformbemühungen hatten jedoch nur begrenzten Erfolg. Connaughton musste erkennen, dass die Lobbyisten, für die er früher selbst arbeitete, über mehr und bessere Informationen verfügten und mehr Einfluss auf Reformen nehmen konnten als er, der zum Mitarbeiterstab eines Senators gehörte. Connaughton kam auch zur Überzeugung, dass selbst Verbraucherschutzorganisationen, wie beispielsweise die Gruppe Americans for Financial Reform, von Industrielobbyisten massiv beeinflusst wurden. Nachdem Kaufmans Senatszeit geendet hatte, verließ Connaughton desillusioniert Washington und zog nach Savannah, Georgia. Dort schrieb er ein Buch mit dem Titel The Payoff: Why Wall Street always Wins.
Eine Version dieses Abschnitts von The Unwinding wurde ursprünglich in The New Yorker publiziert, wo Packer als Journalist arbeitete.

### Dean Price
Dean Price stammte aus einer Familie, die Tabak anbaute (Tradition in North Carolina). Dean wurde Zeuge, wie in den 1990er Jahren alle drei Industriezweige, die für die Region wichtig waren, an Bedeutung verloren. Er eröffnete in dieser Zeit einige Fastfood-Restaurants, Läden und Tankstellen entlang der U.S. Route 220. Nachdem Hurrikan Katrina in der Region zu einer Unterversorgung mit Diesel gesorgt hatte, wurde Price von der Idee von Biodiesel fasziniert. Er war überzeugt, dass aus lokal angebauten Rohstoffen gewonnener Biodiesel sowohl den Landwirten seiner Region helfen würde als dazu, die katastrophalen Auswirkungen eines zu Ende gehenden Rohstoffs zu vermeiden. Gemeinsam mit einigen Geschäftspartnern baute Price ein Unternehmen auf, das Biodiesel aus lokal angebautem Raps gewann, welches dann an Prices Tankstellen verkauft wurde. Es war das erste Unternehmen dieser Art und gewann die Aufmerksamkeit sowohl des lokalen Vertreters im Repräsentantenhaus als auch der Obama-Verwaltung. Prices Restaurants und seine Tankstellen gingen jedoch während der Finanzkrise ab 2007 bankrott, und Price verlor schließlich auch den Einfluss auf sein Biodiesel-Unternehmen. Er begann ein neues Unternehmen, das Frittieröl in Treibstoff für Schulbusse umwandelt.

### Tammy Thomas
Tammy Thomas ist eine afroamerikanische Frau aus Youngstown, Ohio. Da ihre Mutter heroinabhängig war, wurde sie von ihrer Urgroßmutter aufgezogen, die als Dienstmädchen bei einer Unternehmerfamilie arbeitete. Ab Ende der 1970er Jahre erlebte Thomas die tiefgreifenden Auswirkungen des Niedergangs der Stahlindustrie, die die örtliche Wirtschaft bis dahin dominiert hatte. Die Einwohnerzahl der Stadt nahm von 140.000 im Jahr 1970 auf 95.000 im Jahre 1980 ab und betrug 2010 nur noch 67.000, während die Kriminalitätsrate gleichzeitig steil anstieg. Obwohl sie selbst noch als Teenager Mutter wurde, erreichte Tammy Thomas als erste ihrer Familie einen Schulabschluss.
Tammy Thomas wollte nicht von Sozialhilfe abhängig sein und arbeitete ab 1988 in der Packard Electric Fabrik, die Autoteile für General Motors herstellte. Delphi Automotive kaufte diese Firma auf und beschloss 2006 im Rahmen ihrer Produktionsverlagerung nach Mexiko die Schließung der meisten Inlandsstandorte einschließlich der Fabrik in Youngstown. Thomas akzeptierte eine Abfindung und begann ein Studium. Als Sozialarbeiterin betreute sie anschließend Bürgergruppen bei der Aufwertung ihres jeweiligen Wohnumfelds und der systematischen Erfassung der zahlreichen leerstehenden Häuser in Youngstown.

### Andere Personen
Zusätzlich zu den Porträts von Connaughton, Thomas und Price enthält The Unwinding elf kürzere Schilderungen über die folgenden Prominenten:
- Newt Gingrich
- Oprah Winfrey
- Raymond Carver
- Sam Walton
- Peter Thiel
- Colin Powell
- Alice Waters
- Robert Rubin
- Jay-Z
- Andrew Breitbart
- Elizabeth Warren

## Rezeption
Das Buch hatte auch in Deutschland (wie zuvor in den USA) im Sommer 2014 einen ungewöhnlichen Verkaufserfolg und wurde von den wichtigsten Printmedien ausführlich besprochen.

### Kritiken
Der Journalist David Brooks lobte im The New York Times Book Review die Geschichten des Buches als „lebendige Momentaufnahmen von Menschen, die ihren Glauben verloren haben“, kritisierte zugleich die fehlende Analyse des Buches. Das Fehlen einer grundlegenden historischen Theoriegeschichte, so Brooks, untergräbt die erklärende Kraft des Buches.
Der Wirtschaftswoche-Kolumnist Dieter Schnaas urteilt: „Man kann dieses Buch nur ganz lesen oder gar nicht. Wer es aber gelesen hat, der wird es nicht nur förmlich verschlungen haben, sondern der weiß hernach auch unendlich viel (mehr) über Amerika, den Kapitalismus und die verhängnisvolle Macht des Geldes. Der ist nicht besser ausgerüstet mit Verdikten und Phrasen für die nächste Kapitalismus-Diskussion beim Abendessen – aber den Verdikten und Phrasen der Bastardliberalen und Marktapologeten ein für alle Mal entwachsen.“ ()

### Auszeichnungen
The Unwinding gewann 2013 den National Book Award für Sachbücher und war für den „National Book Critics Circle Award“ nominiert.

## Ausgaben
- George Packer: The Unwinding: An Inner History of the New America, Farrar, Straus and Giroux, New York 2013, ISBN 0-374-10241-4.
- George Packer: Die Abwicklung: Eine innere Geschichte des neuen Amerika. S. Fischer, Frankfurt am Main 2014, ISBN 978-3-10-000157-3.